# Хенри, Кеннет
Кеннет Чарльз «Кен» Хенри (англ. Kenneth Charles „Ken“ Henry; 7 января 1929, Чикаго — 1 марта 2009, Лейк Блуфф, штат Иллинойс) — американский конькобежец, олимпийский чемпион 1952 года.

## Биография
Хенри жил в Чикаго и начал бегать на коньках с девяти лет. 
Хенри учился в университете штата Иллинойс (англ. Northern Illinois University), который он окончил в 1955 году. Он специализировался в области спорта.
Кеннет Хенри — первый американский конькобежец, который стал и чемпионом мира и олимпийским чемпионом в беге на 500 метров. Он выигрывал дистанцию 500 метров на чемпионатах мира в 1949 (46,3) и 1952 (43,4) годах. На чемпионатах мира 1949 и 1950 годов он был четвёртым по сумме многоборья.
Кеннет Хенри выиграл золотую медаль на зимних Олимпийских играх 1952 года в Осло на дистанции 500 метров с результатом 43,2 секунды. 
Кеннет Хенри участвовал также в зимних Олимпийских играх 1948 года (пятое место на дистанции 500 метров), а на зимних Олимпийских играх 1956 года он занял четвёртое место на дистанции 500 метров. Во время церемонии открытия зимних Олимпийских игр 1960 года в Скво-Вэлли Хенри зажигал олимпийский огонь.
На зимних Олимпийских играх 1968 года в Гренобле Кеннет Хенри был тренером сборной американских конькобежцев.
В последующие годы Хенри был профессиональным игроком в гольф.
В 2001 году Кеннет Хенри был включен в спортивный зал славы Чикаго.

## Лучшие результаты
Лучшие результаты Кеннета Хенри на отдельных дистанциях:
- 500 метров — 42,10 (1949 год)
- 1500 метров — 2:21,90 (1949 год)
- 5000 метров — 8:38,00 (1950 год)
- 10 000 метров — 17:48,10 (1949 год)